# 埃爾科拉諾
埃爾科拉諾是位於義大利南部坎帕尼亞大區那不勒斯省的一個城市。在西元79年的維蘇威火山噴發中，該城同龐貝一樣被摧毀。